# James Toback
Pour les articles homonymes, voir Toback.
James Toback est un scénariste et réalisateur américain né le 23 novembre 1944 à New York.

## Biographie
Toback est né à New York. Sa mère, Selma Judith, née Levy, fut présidente de la League of Women Voters et modératrice des débats politiques à NBC. Son père, Irwin Lionel Toback, était agent de change et fut vice-président de Dreyfus & Company.
Il a obtenu un diplôme de la Fieldston School (en) en 1963 et de Harvard College, magna cum laude, en 1966.

### Accusations de harcèlement sexuel
À la suite des révélations de l'affaire Harvey Weinstein, le quotidien Los Angeles Times révèle que James Toback est lui aussi accusé de harcèlement sexuel par au moins 38 femmes, (auxquelles s'ajoute les actrices Julianne Moore et Rachel Mac Adams. Pour arriver à ses fins avec de jeunes actrices ou aspirantes actrices, il leur aurait laissé espérer un rôle dans un film,.
En avril 2018, le procureur du district de Los Angeles a décidé de ne pas poursuivre James Toback pour crimes sexuels, gageant que les faits sont prescrits

## Filmographie
Son film Mélodie pour un tueur (Fingers) a fait l'objet d'un remake français en 2003, réalisé par Jacques Audiard et sorti sous le titre De battre mon cœur s'est arrêté, avec Romain Duris et Niels Arestrup.

### Comme scénariste
- 1974 : Le Flambeur (The Gambler)
- 1978 : Mélodie pour un tueur (Fingers)
- 1982 : Les Armes du pouvoir (Love and Money)
- 1983 : Surexposé (Exposed)
- 1987 : Le Dragueur (The Pick-up Artist)
- 1989 : The Big Bang
- 1991 : Bugsy: The Dark Passion of an American Dreamer (TV)
- 1991 : Bugsy
- 1997 : Two Girls and a Guy
- 1999 : Black and White
- 2001 : Harvard Story (Harvard Man)
- 2004 : When Will I Be Loved

### Comme réalisateur
- 1978 : Mélodie pour un tueur (Fingers)
- 1982 : Les Armes du pouvoir (Love and Money)
- 1983 : Surexposé (Exposed)
- 1987 : Le Dragueur (The Pick-up Artist)
- 1989 : The Big Bang
- 1997 : Two Girls and a Guy
- 1999 : Black and White
- 2001 : Harvard Story (Harvard Man)
- 2004 : Quand m'aimera-t-on ? (When Will I Be Loved)
- 2013 : Seduced and Abandoned
- 2017 : The Private Life of a Modern Woman

### Comme acteur
- 1983 : Surexposé (Exposed) : Leo Boscovitch
- 1990 : Alice : Le professeur
- 1991 : Bugsy : Gus Greenbaum
- 1999 : Giving It Up : Dr. Hubbins
- 1999 : Black and White : Arnie Tishman
- 2003 : Death of a Dynasty : Lyor Cohen
- 2004 : When Will I Be Loved : Le professeur Hassan Al-Ibrahim Ben Rabinowitz
- 2017 : We Blew It de Jean-Baptiste Thoret. Lui-même.

### Comme producteur
- 1982 : Les Armes du pouvoir (Love and Money)
- 1983 : Surexposé (Exposed)

## Nominations
- 1992 : nommé à l'Oscar du meilleur scénario original et au Golden Globe du meilleur scénario pour Bugsy